# Juan Abelardo Mata Guevara

Wappen von Juan Abelardo Mata Guevara

Juan Abelardo Mata Guevara SDB (* 23. Juni 1946 in Managua) ist ein nicaraguanischer Ordensgeistlicher und emeritierter römisch-katholischer Bischof von Estelí.

## Leben
Nach religiösen Studien im Aspirantat der Salesianer Don Boscos in San Salvador trat Juan Abelardo Mata Guevara 1965 in das Noviziat der Ordensgemeinschaft ein und legte am 8. Dezember 1966 seine ersten Ordensgelübde ab. Nachdem er seine theologischen Studien am Instituto Teológico Salesiano de Guatemala absolviert hatte, empfing er am 15. August 1976 die Priesterweihe. Es folgten bibelwissenschaftliche Studien am Päpstlichen Bibelinstitut in Rom.
Am 13. Februar 1988 ernannte ihn Papst Johannes Paul II. zum Weihbischof im Erzbistum Managua und zum Titularbischof von Coeliana. Die Bischofsweihe spendete ihm der Erzbischof von Managua, Miguel Kardinal Obando Bravo SDB, am 16. März 1989 in Managua. Mitkonsekratoren waren der Apostolische Nuntius in Nikaragua, Erzbischof Paolo Giglio, und der Erzbischof von San Salvador, Arturo Rivera y Damas SDB.
Am 6. März 1990 ernannte ihn Papst Johannes Paul II. als Nachfolger von Bischof Rubén López Ardón zum Bischof von Estelí. Die Amtseinführung erfolgte am 5. April 1990. Sein Bischofswappen trägt den Wahlspruch Omnia omnibus factus („Allen bin ich alles geworden“) (1 Kor 9,22 ).
Von 1999 bis 2002 war er Generalsekretär, danach Vizepräsident der Bischofskonferenz von Nicaragua (CEN). In dieser Funktion warnte er im September 2009 vor einer neuen Welle der Gewalt in Nicaragua, wenn sich die Opposition nicht einige. Sowohl der nicaraguanische Präsident Daniel Ortega als auch der Weihbischof im Erzbistum Managua, Silvio José Báez Ortega OCD, kritisierten diese Äußerungen damals als kirchliche Einmischung in die Politik. Nachdem Präsident Ortega im Frühjahr 2011 seine erneute Kandidatur ankündigte, obwohl dies der Verfassung widersprach, warf der Bischof den beteiligten Politikern vor: „Die traurige Wahrheit ist, dass die Verfassung für die Regierenden nur noch ein Stück Toilettenpapier ist.“
Papst Franziskus nahm am 6. Juli 2021 seinen altersbedingten Rücktritt an.